# Брилів (хутір)
Брилів (рос. Брилов) — колишній хутір у Покалівській волості Овруцького повіту Волинської губернії та Черепинській сільській раді Овруцького району Коростенської і Волинської округ.

## Населення
У 1906 році в хуторі налічувалося 6 жителів, дворів — 1.

## Історія
У 1906 році — хутір Овруцької волості (3-го стану) Овруцького повіту Волинської губернії. Відстань до повітового центру, міста Овруч, становила 5 верст, до волосного центру, села Покалів — 12 верст. Найближче поштово-телеграфне відділення розташовувалося в Овручі.
У 1923 році увійшов до складу новоствореної Черепинської сільської ради, котра, від 7 березня 1923 року, включена до складу новоутвореного Овруцького району Коростенської округи.
Знятий з обліку до 1 жовтня 1941 року.